# Warrior (film 2011)
Warrior è un film del 2011 diretto da Gavin O'Connor.
Scritto dallo stesso O'Connor, presenta come protagonisti Tom Hardy, Joel Edgerton e Nick Nolte.

## Trama
Paddy Conlon è un anziano ex lottatore e veterano di guerra dei Marines che, dopo aver mandato in pezzi la sua famiglia a causa dell'alcolismo, vive da solo. Un giorno, tornando dalla messa, sulla porta di casa trova il figlio minore Tommy, col quale non aveva contatti da ben quattordici anni: il ragazzo, fuggito in gioventù con la madre malata, rinunciando ad una promettente carriera da lottatore (sotto la guida del padre che lo aveva portato a vincere i più importanti campionati giovanili di lotta) si era arruolato a sua volta nei Marines e, nonostante un'azione eroica in Iraq, aveva disertato dalla sua unità dopo che questa era stata spazzata via a causa del fuoco amico; era poi rientrato in patria usando il cognome della madre. Tommy, nonostante la diffidenza nei confronti del padre, gli chiede di ritornare a fargli da allenatore in vista di un importante torneo di arti marziali miste denominato "Sparta" che prevede per il vincitore una borsa di ben cinque milioni di dollari: Paddy, sperando di poter riconquistare la fiducia del figlio, accetta, non sapendo che questi intende partecipare per devolvere i soldi alla famiglia di un suo ex commilitone morto in azione.
Brendan Conlon, figlio anch'egli di Paddy e fratello maggiore di Tommy, è un insegnante di fisica che si trova in gravi difficoltà economiche dovute alle cure mediche sostenute per il trapianto di cuore di una delle sue figlie: sebbene alla moglie Tess abbia detto che come secondo lavoro faccia il buttafuori, in realtà partecipa ad alcuni incontri di MMA clandestini, come faceva da giovane. Nonostante la moglie, dopo averlo scoperto, accetti a malincuore la situazione, il preside della sua scuola si trova costretto a sospenderlo per sei mesi. Brendan coglie al volo l'occasione per chiedere al suo vecchio amico Frank Campana di tornare a fargli da allenatore in vista di Sparta e poco dopo riceve la visita del padre, che lo informa del ritorno di Tommy. Brendan non era inizialmente nel torneo ma, a seguito di un infortunio accorso a Marcos Santos, prende il suo posto nel torneo.
Brendan cerca un contatto con Tommy per riallacciare i rapporti. Tommy però non intende perdonarlo perché invece di andarsene con lui e la madre restò col padre per poter rimanere con Tess, la sua ragazza di allora, la quale poi divenne proprio la sua attuale moglie. Brendan gli chiede di perdonarlo ma gli rinfaccia anche di non aver nemmeno potuto dire addio alla madre perché Tommy non gli disse mai nulla della malattia che l’affliggeva. Tommy non intende continuare e dopo averlo insultato se ne va, dicendogli che per lui non è nulla.
A Sparta Brendan è dato per spacciato da tutti essendo un insegnante e un non professionista, ma incontro dopo incontro conquista la folla grazie alla sua caparbia resistenza e alle sue eccezionali mosse di sottomissione. A sostenerlo ci sono anche i suoi studenti, il preside e la moglie. Tommy parte a sua volta come non professionista, ma come ex Marine gode di maggiore credibilità rispetto al fratello e si dimostra inarrestabile, chiudendo ogni incontro rapidamente grazie alla sua forza e alla sua foga, mandando al tappeto ogni avversario. Con altrettanta semplicità vince la semifinale in pochi secondi mentre Brendan con grande fatica sconfigge il campione russo Koba, aggiudicandosi a sua volta la finale.
Viene poi scoperto e reso pubblico il vero nome di Tommy e i motivi della sua partecipazione così come il fatto che lui e Brendan siano fratelli. In finale, Tommy prevale facilmente nei primi due round, ma Brendan al terzo lo inchioda al tappeto con una presa e, visto che Tommy si rifiuta di cedere, Brendan gli lussa la spalla sinistra. Questi si preoccupa subito per il fratello, gli chiede di ritirarsi ma quest’ultimo non intende ascoltarlo e vuole proseguire, costringendo al quarto round Brendan, il quale non vuole continuare una lotta impari e cerca per lo più di evitarlo. Al quinto round Brendan capisce di dover chiudere l’incontro e così sottomette nuovamente Tommy, dicendogli nel contempo che gli dispiace e di volergli bene. Tommy infine cede e i due fratelli, rappacificati, lasciano il ring insieme sotto gli occhi felici del padre.

## Produzione
Le riprese del film sono avvenute quasi interamente a Pittsburgh, Pennsylvania. Alcune scene sono state girate ad Atlantic City, New Jersey.
Durante la pre-produzione Tom Hardy ha dovuto affrontare duri mesi di allenamento ed ha messo su circa undici chili di massa muscolare. Durante le riprese Joel Edgerton si è strappato il legamento collaterale mediale, mentre Tom Hardy si è fratturato un dito del piede, uno della mano e alcune costole.

## Distribuzione
Il film è stato distribuito nelle sale cinematografiche statunitensi il 9 settembre 2011 a cura della Lionsgate. In Italia la pellicola è stata distribuita dalla M2 Pictures il 4 novembre 2011 che per il lancio del film in Italia ha organizzato, in collaborazione con la Federazione Italiana Grappling MMA, la competizione di MMA denominata Trofeo Warrior che si è svolta al PalaTiziano di Roma il 31 ottobre 2011.

## Accoglienza

### Incassi
La pellicola ha incassato a livello internazionale 23,3 milioni di dollari, di cui 13,6 negli Stati Uniti e in Canada.

## Riconoscimenti
- 2012 – Premio Oscar[5]
  - Candidatura per Miglior attore non protagonista a Nick Nolte
- 2012 – Satellite Award
  - Candidatura per Miglior attore a Tom Hardy
  - Candidatura per Miglior attore non protagonista a Nick Nolte
  - Candidatura per Miglior montaggio a Aaron Marshall, John Gilroy, Matt Chesse e Sean Albertson
- 2012 – Critics' Choice Movie Award
  - Candidatura per Miglior attore non protagonista a Nick Nolte
- 2012 – MTV Movie Award
  - Candidatura per Miglior combattimento a Tom Hardy e Joel Edgerton
- 2012 – Screen Actors Guild Award
  - Candidatura per Miglior attore non protagonista a Nick Nolte
- 2012 – Teen Choice Awardss
  - Candidatura per Miglior attore a Tom Hardy